# Janaq Paço
Janaq Paço (ur. 14 marca 1914 w Konitsy, zm. 11 lipca 1991 w Tiranie) – albański rzeźbiarz.

## Życiorys
Był jednym z ośmiorga dzieci rzemieślnika Zafiriego Paço i Anastasii. W 1933 ukończył szkołę średnią w Salonikach i rozpoczął naukę w Akademii Sztuk Pięknych w Atenach. Kształcił się pod kierunkiem Kostandina Dimitriadhisa. Studia ukończył w roku 1938, a w 1941 powrócił do Albanii. Pracował jako nauczyciel w szkole w Tiranie. W 1942 po raz pierwszy zaprezentował publicznie swoje obrazy na wystawie malarstwa albańskiego w Tiranie. Od 1945 pracował jako nauczyciel w liceum artystycznym Jordan Misja w Tiranie.

## Twórczość

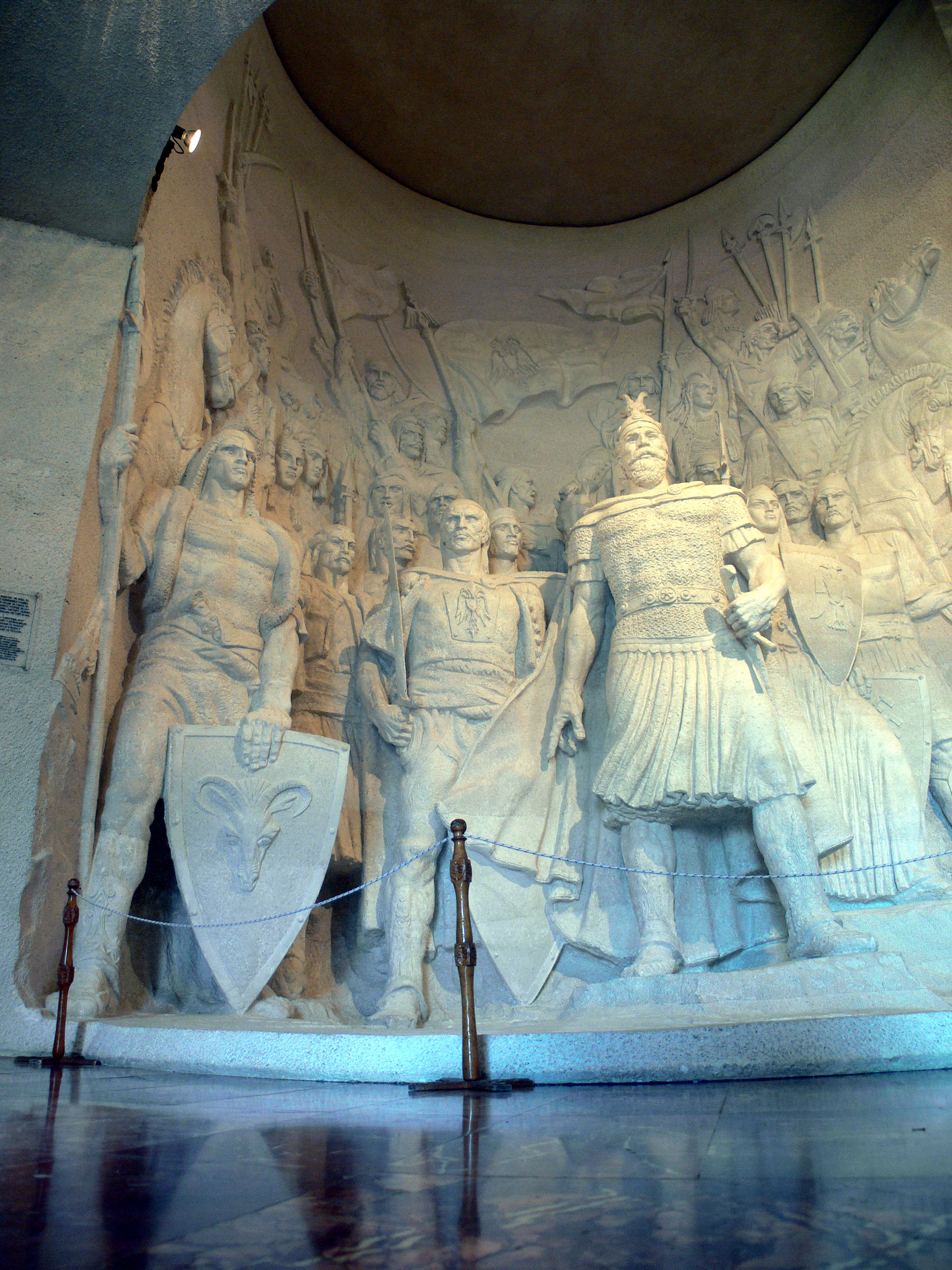
Rzeźba Skanderbeg ze swoim ludem eksponowana w Muzeum Historycznym w Kruji

W 1959, po dziesięciu latach pracy ukończył najbardziej znane swoje dzieło - pomnik Skanderbega, który stanął w Kruji. Był także współtwórcą pomnika Skanderbega, który stanął w 1968 w Tiranie. Do podobnej tematyki powrócił w 1982, kiedy wspólnie z Gencem Hajdarim wykonał rzeźbę Skanderbeg ze swoim ludem (Skënderbeu me popullin), która znajduje się przy wejściu do Muzeum Historycznego w Kruji.
W latach 60. i 70. zrealizował dwa popiersia Fana Nolego i popiersie Aleksandra Moisiu. W 1973 ukończył trzymetrowy pomnik Gladiatorzy, który stanął w Durrësie przy wejściu do amfiteatru. W zbiorach Narodowej Galerii Sztuki w Tiranie znajduje się 39 dzieł artysty.

## Nagrody i wyróżnienia
W 1984 został wyróżniony przez władze Albanii tytułem Rzeźbiarza Ludu (Skulptor i Popullit). W 1990 na wystawie Pranverë 90 w Narodowej Galerii Sztuki otrzymał pierwszą nagrodę za rzeźbę dziewczyny. Wcześniej rzeźbiarz otrzymał zakaz jej wystawiania, gdyż rzeźbę uznano za modernistyczną i niezgodną z obowiązującą doktryną polityczną.